# 颱風納沙 (2011年)
| 太平洋颱風季             |
| 主題頁 - 專題 - 編輯指南 |

颱風納沙（英語：Typhoon Nesat，聯合颱風警報中心：WP202011，國際編號：1117，菲律賓大氣地球物理和天文管理局：Pedring）為2011年太平洋颱風季第17個被命名的風暴。「納沙」一名乃由柬埔寨提供，意指捕魚。
納沙的路徑符合「西進型」分類，由西北太平洋向偏西方向長驅直進，橫過菲律賓呂宋並移入南海，最終再掠過海南及雷州半島，移入廣西至越南北部一帶後減弱消散。納沙的強度亦並非特別強勁，然而其最大特徵是環流在南海北部急劇擴大，烈風範圍於短短6小時內由半徑250公里大幅增加至半徑390公里，覆蓋廣東沿岸大部份地區，加上一段短暫的偏西北路徑，結果港澳兩地氣象部門需要發出一次始料不及的八號熱帶氣旋警告信號。

## 發展過程
9月23日，日本氣象廳把位於菲律賓以東水域的熱帶擾動98W升格為熱帶低氣壓。20時，聯合颱風警報中心將其編號為20W。
9月24日9時，日本氣象廳將此風暴升格為熱帶風暴，同時給予命名納沙及編號1117。同日17時，菲律賓氣象局將其命名為Pedring。
9月25日9時，日本氣象廳將此風暴升格為強烈熱帶風暴，香港天文台亦有跟隨升格。
9月26日日本氣象廳升格為颱風。同日早上6時15分，天文台亦把納沙升為颱風。當天稍後，此颱風出現風眼，天文台指納沙達到最高強度，中心附近持續風力每小時145公里。
9月27日上午，納沙登陸並掠過菲律賓呂宋，於同日下午出海，進入南海北部海域。
9月28日，納沙向西或西北偏西移動，晚間開始出現西北路徑。
9月29日，納沙在凌晨向西北至西北偏西移動，環流擴大，上午回復原來的西北偏西路徑。下午2時半，納沙登陸海南省文昌市翁田镇，同時中國國家氣象中心由強颱風降格為颱風，當晚納沙移至北部灣。
根據天文台為船舶提供的熱帶氣旋警告，納沙的烈風範圍半徑一度是210海浬，即接近390公里（臺灣中央氣象局估計其7級風圈半徑為200公里，日本氣象廳估計其7級風半徑為560公里），以一個颱風程度的熱帶氣旋來說，納沙的環流是異常地廣闊。
9月30日，天文台先在早上7時45分把納沙降為強烈熱帶風暴，再於下午4時15分隨著納沙在越南北部登陸而把納沙進一步降為熱帶風暴，可見納沙開始迅速減弱。同日晚上11時，聯合颱風警報中心發出最後報告。
10月1日3時，日本氣象廳發出最後報告。天文台亦在當天凌晨把納沙降為熱帶低氣壓，再於早上7時45分把納沙降為低壓區。

## 影響

### 菲律賓
當地發出之最高風暴信號：三號風暴信號
菲律賓大氣地球物理和天文管理局於9月26日為8個省發出三號風暴信號。在此風暴掠過菲律賓期間，有35人死亡，另有34人受傷，再加45人失蹤。

### 香港
- 當地發出之最高熱帶氣旋警告信號： 八號東南烈風或暴風信號
- 最接近當地時間：2011年9月29日早上7時
- 最接近當地位置：香港之西南偏南約350公里

納沙在9月27日晚上8時進入香港800公里範圍，香港天文台隨即在當天晚上10時40分發出一號戒備信號，當時納沙集結在香港之東南約770公里。9月28日，天文台預料香港風力於當日稍後逐漸增強，指傍晚時份考慮發出三號信號，天文台在下午4時45分表示會在短期內發出三號信號，天文台在下午5時20分發出三號強風信號，當時納沙集結在香港之東南偏南約510公里。當天入夜後各區風力增強，多個自動氣象站開始錄得強風，大老山及橫瀾島率先錄得烈風，而昂坪更錄得暴風。晚上7時58分，受惡劣天氣影響，中華電力於將軍澳的架空高壓電纜電壓驟降0.1秒，原因待查。受事故影響，將軍澳及牛池灣共7個屋苑停電，電梯暫停運作，多人被困，需消防員拯救。雖然天文台預計納沙會在香港之西南偏南400公里左右掠過，並表示「除非納沙向偏北移動或顯著增強，否則在晚間發出更高熱帶氣旋警告信號的機會偏低」，但隨著納沙於晚上出現偏西北路徑，加上香港各區風力持續增強，天文台於晚上10時45分表示「會密切留意納沙動向」。
9月29日凌晨，納沙向西北移動並一度加速，香港受納沙的廣闊環流影響，境內風勢進一步增強。當納沙移至香港以南400公里內，天文台在凌晨1時45分表示「過去數小時，納沙採取稍為偏北方向移動，較為接近香港」，亦指出「本港風勢有跡象在早上繼續增強，天文台會在未來兩三小時考慮發出更高熱帶氣旋警告信號」。隨著長洲、西貢、機場先後錄得烈風，天文台於凌晨3時10分發出熱帶氣旋之特別報告，宣佈在凌晨5時半或之前發出八號熱帶氣旋警告信號。隨著納沙的烈風範圍急劇擴大及覆蓋全港，天文台提早在凌晨4時40分發出八號東南烈風或暴風信號，當時納沙集結在香港之西南偏南約360公里。不消多久，香港多處地區已經受偏東烈風影響，離岸及高地吹暴風，當中昂坪更持續多個小時吹颶風。納沙在早上7時左右最接近香港，在香港之西南偏南約350公里掠過。這標誌着納沙追平了1980年颱風喬伊的紀錄，一度成為自1957年以來，距離香港最遠而令天文台需要發出八號信號的熱帶氣旋；但此紀錄已先後被2014年颱風海鷗、2020年熱帶風暴浪卡、2021年熱帶風暴獅子山打破。天文台指出「受納沙的廣闊環流影響下，今早本港風力繼續增強，多處地區已經受烈風影響」，表示八號信號「在早上大部份時間維持」，後改為「日間大部份時間維持生效」。
9月29日凌晨3時，受颱風納沙影響，一艘約40乘40米的浮塢連同其搭載的運沙船，懷疑因為大浪撞向杏花邨岸邊，撞毀部分圍欄，事發時無人在船上，消防嘗試固定船隻，警方疏散杏花邨第49座的52名住客到附近商場。消防員把浮塢固定，待天氣好轉才移走，杏花邨第49座52個住客可以回家。
是次為2009年颱風巨爵襲港後，2年以來首個八號熱帶氣旋警告信號。在八號信號生效時，香港多處地區吹烈風（包括長洲、赤鱲角、西貢），而大老山及長洲泳灘錄得暴風，昂坪更連續數小時受颶風影響。在納沙吹襲期間，由於風勢強烈，港鐵維持有限度服務，市區線10分鐘一班，機場快綫正常服務（12分鐘一班），東鐵綫往羅湖每10分鐘一班，往落馬洲則每20分鐘一班。巴士則除指定路線外，全部暫停服務。此外，所有日校於9月29日停課，小一入學「自行分配學位」階段遞交申請表的日期順延。風暴過後，汀九橋擠滿由西區海底隧道、東涌和香港國際機場前往新界屯門、元朗、天水圍和荃灣郊區之車輛，期間青葵公路出現頗長車龍；另外，港鐵上環和尖沙咀站亦擠滿準備乘渡輪往澳門之乘客。
隨著納沙向西北偏西移動，遠離香港並移向海南，香港轉吹東南風，風勢在中午開始逐漸減弱。天文台在29日下午4時10分改發三號強風信號，當時納沙集結在香港之西南約450公里。8個指定自動氣象站中只餘長洲仍吹烈風。在改發三號信號後，港鐵所有路線服務恢復，並以非繁忙時間表行走，九巴、龍運巴士、新巴及城巴宣佈提供除指定路線外的有限度服務，新大嶼山巴士則於下午4時半恢復除前往昂坪3條巴士線外的服務。此外，改發三號信號後，納沙的強風範圍仍然覆蓋香港，風力在入夜後仍然達到8個指定自動氣象站之中有其中4個錄得強風的要求，包括西貢、啟德、長洲及赤鱲角，而長洲更繼續錄得持續烈風。香港風勢在接近午夜終於緩和，天文台在9月30日凌晨12時20分改發一號戒備信號，並於同日早上6時25分取消所有熱帶氣旋警告信號。
颱風納沙是繼1980年7月颱風喬伊後，非常少數距離香港超過300公里但仍令天文台須發出八號信號的熱帶氣旋，主要原因是因為納沙的環流廣闊，在納沙、副熱帶高壓脊與微弱東北季候風的共同影響下構成巨大氣壓梯度，以致烈風範圍半徑達到接近390公里（上一次最接近香港距離超過250公里而令天文台發出八號信號的熱帶氣旋是2003年颱風伊布都，在香港之西南約280公里掠過）。
納沙吹襲期間，天文台測風網絡8個指定自動氣象站有4個錄得強風，當中3個錄得烈風，三號信號達標，八號信號亦只欠1站便達標；但青衣和濕地公園以些微之差，未能錄得強風。但港內的中環碼頭錄得每小時63公里的一小時平均風速，表示市區亦受烈風影響，可見天文台有必要發出八號信號。風暴期間，長洲、機場、西貢及啟德錄得最高10分鐘平均風速為每小時85、77、66及53公里。此外納沙也是恆生指數期貨（期指）自1986年設立以來，首個導致期指結算日香港交易所全日停市的熱帶氣旋。

### 澳門
- 當地懸掛之最高熱帶氣旋信號：  八號東北風球 /   八號東南風球
- 當地發出之最高風暴潮警告：黃色風暴潮警告
- 最接近當地時間：9月29日上午10時
- 最接近當地位置：澳門之西南偏南約290公里
- 氣象站瞬間最低氣壓：984.9 hPa（9月29日上午3時16分）

地球物理暨氣象局在2011年9月27日晚上11時懸掛一號風球。9月28日表示，會在晚間考慮改掛三號風球。由於納沙移近澳門，氣象局9月29日凌晨12時半改掛三號風球，此時納沙集結於澳門以南約420公里，並以時速20公里向西北偏西移動。及後於4時15分宣佈將於早上6時或之前改掛八號風球，並在早上6時正懸掛八號東北風球以及發出黃色風暴潮警告。氣象局在上午10時半改掛八號東南風球，當時納沙集結在澳門之西南偏南約290公里。因為風暴遠離，澳門地球物理暨氣象局於下午6時半改掛三號風球。

#### 雨量
| 氣象站         | 信號懸掛期間總雨量(毫米) |
| -------------- | ------------------------ |
| 大潭山         | 55.0                     |
| 嘉樂庇總督大橋 |                          |
| 友誼大穚(北)   |                          |
| 友誼大穚(南)   |                          |
| 西灣大橋       |                          |
| 大砲台山       | 67.4                     |
| 孫逸仙紀念公園 | 66.6                     |
| 路環分站       | 58.2                     |
| 九澳           | 61.6                     |
| 污水處理廠     | 60.8                     |
| 海事博物館     | 59.8                     |

### 中國大陸
當地發出之最高颱風預警信號： 颱風紅色預警信號
中央氣象台於2011年9月29日早上七時宣佈，颱風納沙增強為強颱風。

#### 福建
全省發出之最高颱風預警信號： 颱風黃色預警信號

#### 海南
全省發出之最高颱風預警信號： 颱風紅色預警信號
海南省於9月27日早上除下為海棠而發出的颱風藍色預警信號之後，晚上即改發颱風紅色預警信號。
此熱帶氣旋於9月29日下午2時30分登陸海南省文昌市翁田镇沿海，登陸時中心附近最大風力14級（42米/秒），中心最低氣壓960百帕。

#### 廣東
全省發出之最高颱風預警信號： 颱風紅色預警信號
地方級最高預警如下：
 颱風紅色預警信號包括：廉江、吴川、徐闻、雷州、遂溪、湛江
 颱風橙色預警信號包括：信宜、台山、高州、阳西、阳江、化州、电白、茂名
 颱風黃色預警信號包括：阳春、恩平、深圳、珠海、斗门
 颱風藍色預警信號包括：花都、德庆、封开、高要、四会、肇庆、郁南、罗定、新兴、云浮、广州、高明、中山、番禺、三水、佛山、鹤山、开平、顺德、南海、东莞、南沙、惠东、惠阳、惠州、新会、江门
 颱風白色預警信號包括：白云、萝岗、惠来、澄海、南澳、潮阳、汕头、海丰、陆丰、 汕尾、饶平、潮州
此風暴登陸海南省之後，於9月29日21時15分再次登陸广东省湛江市徐闻縣角尾乡，登陸時中心附近最大風力12級（35米/秒），中心最低氣壓968百帕。到了30日，納沙的影響快速減弱，廣東省氣象局於當天結束氣象災害應急響應，但納沙為廣東普遍地區帶來大雨到大暴雨，局部地區特大暴雨，有88萬人次受災。據廣東省防總的初步統計，颱風造成廣東省1300多萬畝農作物受災，199處堤防損壞。

#### 廣西
全區發出之最高颱風預警信號： 颱風紅色預警信號

## 熱帶氣旋信號使用記錄

### 菲律賓
| 菲律賓大氣地球物理和天文管理局 風暴信號 | 菲律賓大氣地球物理和天文管理局 風暴信號 | 菲律賓大氣地球物理和天文管理局 風暴信號 |
| --------------------------------------- | --------------------------------------- | --------------------------------------- |
| 上一熱帶氣旋                            | 一號風暴信號                            | 下一熱帶氣旋                            |
| 颱風南瑪都                              | 一號風暴信號                            | 颱風尼格                                |
| 颱風南瑪都                              | 二號風暴信號                            | 颱風尼格                                |
| 颱風南瑪都                              | 三號風暴信號                            | 颱風尼格                                |

### 中國大陸

#### 海南
| 海南省氣象台 {{{警告系統}}} | 海南省氣象台 {{{警告系統}}} | 海南省氣象台 {{{警告系統}}} |
| --------------------------- | --------------------------- | --------------------------- |
| 上一熱帶氣旋                | 颱風紅色預警信號            | 下一熱帶氣旋                |
| 颱風燦都                    | 颱風紅色預警信號            | 颱風啟德                    |

#### 福建
| 福建省氣象台 {{{警告系統}}} | 福建省氣象台 {{{警告系統}}} | 福建省氣象台 {{{警告系統}}} |
| --------------------------- | --------------------------- | --------------------------- |
| 上一熱帶氣旋                | 颱風黃色預警信號            | 下一熱帶氣旋                |
| 颱風南瑪都                  | 颱風黃色預警信號            | 強烈熱帶風暴泰利            |
| 颱風南瑪都                  | 颱風藍色預警信號            | 強烈熱帶風暴泰利            |

#### 廣東
| 廣東省氣象台 颱風預警信號 | 廣東省氣象台 颱風預警信號 | 廣東省氣象台 颱風預警信號 |
| ------------------------- | ------------------------- | ------------------------- |
| 上一熱帶氣旋              | 颱風藍色預警信號          | 下一熱帶氣旋              |
| 颱風南瑪都                | 颱風藍色預警信號          | 強烈熱帶風暴泰利          |
| 颱風鮎魚                  | 颱風紅色預警信號          | 颱風韋森特                |

#### 廣西
| 廣西氣象台 {{{警告系統}}} | 廣西氣象台 {{{警告系統}}} | 廣西氣象台 {{{警告系統}}} |
| ------------------------- | ------------------------- | ------------------------- |
| 上一熱帶氣旋              | 颱風紅色預警信號          | 下一熱帶氣旋              |
| 颱風燦都                  | 颱風紅色預警信號          | 超強颱風威馬遜            |

### 香港
| 香港天文台 熱帶氣旋警告信號 | 香港天文台 熱帶氣旋警告信號 | 香港天文台 熱帶氣旋警告信號 |
| --------------------------- | --------------------------- | --------------------------- |
| 上一熱帶氣旋                | 一號戒備信號                | 下一熱帶氣旋                |
| 強烈熱帶風暴洛坦            | 一號戒備信號                | 強颱風尼格                  |
| 強烈熱帶風暴洛坦            | 三號強風信號                | 強颱風尼格                  |
| 颱風巨爵                    | 八號東南烈風或暴風信號      | 熱帶風暴杜蘇芮              |
| 颱風巨爵                    | 八號烈風或暴風信號          | 熱帶風暴杜蘇芮              |

### 澳門
| 澳門地球物理暨氣象局 熱帶氣旋信號 | 澳門地球物理暨氣象局 熱帶氣旋信號 | 澳門地球物理暨氣象局 熱帶氣旋信號 |
| --------------------------------- | --------------------------------- | --------------------------------- |
| 上一熱帶氣旋                      | 一號風球                          | 下一熱帶氣旋                      |
| 強烈熱帶風暴洛坦                  | 一號風球                          | 颱風尼格                          |
| 強烈熱帶風暴洛坦                  | 三號風球                          | 颱風尼格                          |
| 颱風巨爵                          | 八號東北風球                      | 颱風韋森特                        |
| 颱風巨爵                          | 八號東南風球                      | 熱帶風暴杜蘇芮                    |
| 颱風巨爵                          | 八號風球                          | 熱帶風暴杜蘇芮                    |

## 外部連結
- （英文）http://www.usno.navy.mil/JTWC/ （页面存档备份，存于） 聯合颱風警報中心首頁
- （繁體中文）http://www.cwb.gov.tw/ （页面存档备份，存于） 中央氣象局首頁
- （日語）http://www.jma.go.jp/jma/index.html （页面存档备份，存于） 日本氣象廳首頁
- （繁體中文）http://www.hko.gov.hk/ （页面存档备份，存于） 香港天文台首頁
- （繁體中文）http://www.smg.gov.mo/ （页面存档备份，存于） 澳門地球物理暨氣象局首頁